# Соломон, Сол
Сол Соломон, англ. Saul Solomon (25 мая 1817, остров Святой Елены — 16 октября 1892, Клайдсайд, Великобритания) — влиятельный либеральный политик Британской Капской колонии, активный сторонник расового и религиозного равенства, пионер идеи ответственного правительства, оппонент схемы конфедеративного устройства Южной Африки, которую отстаивал лорд Карнарвон.

## Молодость
Хотя детство он провёл на острове Святой Елены, семья уже тогда поддерживала тесные связи с Кейптауном. Отец Сола, Бенджамин, был первым евреем, поселившимся в Кейптауне. Там Сол получил школьное образование, после чего начал работать подмастерьем в типографии. Позднее приобрёл типографию и сделал её крупнейшей в стране, основав газету Cape Argus. Также был одним из сооснователей страховой компании Old Mutual — ныне одной из крупнейших страховых фирм ЮАР.
В 1854 г. избран в парламент Мыса Доброй Надежды как представитель Кейптауна, и оставался депутатом от этого округа до своей отставки в 1883 году.

## Политическая карьера
В ходе предвыборной кампании Соломон обещал «оказать решительное противодействие любому законодательству, дискриминирующему по классам, цвету (кожи) или вероисповеданию». Придерживаясь этих убеждений, он в дальнейшем отказывался от занятия министерских постов, так как в этом качестве должен был бы хотя бы частично поддерживать политические решения, расходившиеся с его убеждениями.
Несмотря на своё еврейское происхождение (он даже финансировал постройку первой в Кейптауне синагоги в 1849 г.), Соломон придерживался светских взглядов и не был религиозным. В первом Капском парламенте, избранном в 1854 г., он представил не прошедший утверждение законопроект о прекращении государственных субсидий церквям и о равном обращении со всеми религиями. Он продолжал вносить этот законопроект в парламент каждый год, пока он не был принят в 1875 г. при правительстве Дж. Молтено.
Важнейшими достижениями С. Соломона как политика были:
- проведение в жизнь идеи об ответственном правительстве Капской колонии, назначаемом парламентом, а не губернатором, и ответственным перед парламентом, а не метрополией в лице губернатора. В 1872 г. первое такое правительство сформировал близкий друг Соломона Джон Молтено.
- противостояние сепаратизму востока Капской провинции, где местные олигархи хотели ввести более жёсткое трудовое законодательство, принуждавшее к труду местных чернокожих. Сепаратисты, проигравшие парламентскую схватку, прозвали его «негрофилом», чем он сам гордился.[5]
- противодействие недальновидной политике метрополии по преобразованию южноафриканских территорий в конфедерацию без учёта их экономических и культурных различий. Такая политика привела к многочисленным войнам и потрясениям, закончившимся отставкой губернатора Фрира, сторонника такой политики.

## Личная жизнь

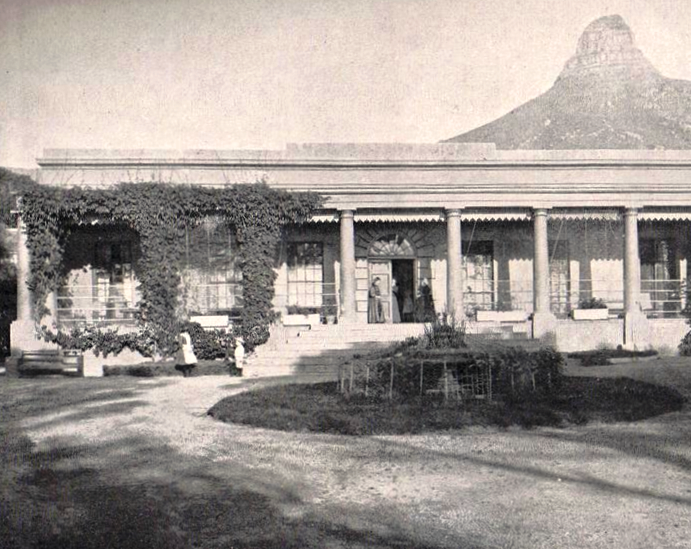
Кларенсвилл-хаус в Си-Пойнте.

Внешне Соломон выглядел непривлекательно — крайне низкорослый и кривоногий. Выступая перед парламентом, он становился на небольшую скамейку. Это контрастировало с внешностью его ближайшего друга и соратника Дж. Молтено, высокого, крепкого телосложения. Этот контраст часто обыгрывали карикатуристы-современники.
Несмотря на свою внешность, а также высокий и пронзительный голос, Соломон отличался красноречием и убедительностью. Вносимые им на обсуждение в парламент предложения были проработаны до мельчайших деталей; готовя их, он тщательно изучал многолетние публикации и данные переписей. Его чёткая приверженность фактам вызывала уважение даже у оппонентов.

Не отрекаясь от своего иудаизма, он придерживался неформальных нравов в общении и крайне негативно относился к попыткам религиозной дискриминации, независимо от конфессии.
Большую часть своей жизни он прожил в поместье Кларенсвилл в Си-Пойнте (ныне район Кейптауна), где он с женой принимали даже таких экзотических гостей, как царь зулусов Кечвайо, будущие британские монархи Эдуард VII и Георг V. После трагической гибели своей дочери, которая утонула в 1881 г. невдалеке от дома, Соломон стал вести уединённую жизнь и ушёл из политики, передав свой бизнес племянникам.
В 1888 г. переехал в Шотландию в г. Килкрегган, а через 4 года умер в Англии от хронического нефрита.
Племянники Соломона сыграли важную роль во время англо-бурских войн. Жена Джорджина, влиятельная суфражистка, пережила его на 40 лет. Из его 3 детей дочь Дэйзи, утонувшая в юности, также была суфражисткой, Сол-младший был судьёй Верховного суда, а сын Уильям Гладстон Соломон был писателем и художником, переселившимся в Индию.